# آيت موسى (فرقة حيناجن)
آيت موسى هو دُوَّار يقع بجماعة كندر سيدي خيار، إقليم صفرو، جهة فاس مكناس في المملكة المغربية. ينتمي الدوّار لمشيخة فرقة حيناجن التي تضم 14 دوار. يقدر عدد سكانه بـ 85 نسمة حسب الإحصاء الرسمي للسكان والسكنى لسنة 2004.

## وصلات خارجية
- البوابة الوطنية للجماعات الترابية
- المندوبية السامية للتخطيط